# 松島省三
松島省三（まつしま しょうぞう、1912年 - 1997年）は、日本の農学者。長野県出身。

## 経歴
1934年東京帝国大学農学部農学実科卒業。埼玉県鴻巣市にあった農林省農業技術研究所で提唱した早期に有効茎数を確保するV字型稲作理論は現在の稲作技術の原点となった。
父親が内村鑑三に傾倒していたことから自身も熱心なキリスト教信者であり、矢内原忠雄に師事している。